# Annie Timmermans
Anna Petronella (Annie) Ineke-Timmermans (Rotterdam, 10 april 1919 – Melbourne, 21 augustus 1958) was een Nederlands zwemster, die gespecialiseerd was in de vrije slag. Ze vertegenwoordigde Nederland op de Olympische Zomerspelen 1936 in Berlijn.

## Biografie

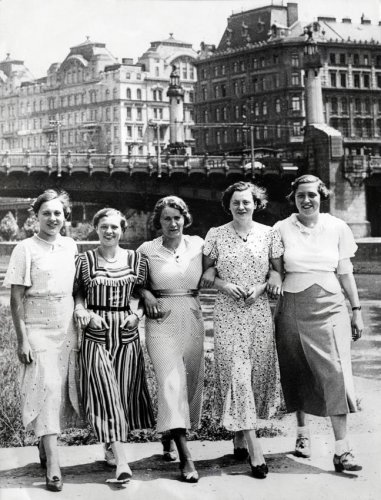
Timmermans (geheel links) met Willy den Ouden, Truus Baumeister, Greta Brouwers en Alie Hogeweg in de straten van Wenen.

Timmermans werd op haar dertiende al toegevoegd aan de dameszwemteams van de Rotterdamsche Dames Zwemclub, waar ze lid van was. Ze was een talent, bleek in 1933 op de nationale kampioenschappen. Op de 5x50 meter wisselslag werd ze dat jaar met vier andere zwemsters Nederlands kampioen, en individueel werd ze op de 300 meter wisselslag tweede. Ook haar tijd was nog sneller dan het oude Nederlands record, dat door de kersverse kampioene Tini Wagner met vier seconden was verbeterd.
In de jaren erna werd ze nog meermalen nationaal kampioen, waarvan twee keer individueel. Met Jopie Selbach, Rie Mastenbroek en Willy den Ouden verbrak ze op 14 april 1934 in een tijd van 4.33,3 minuten het wereldrecord op de 4x100 meter vrije slag. Het succes hield aan op de Europese kampioenschappen in augustus 1934: dezelfde vier dames wonnen hier de gouden medaille op de estafette.
Ze werd in 1936 opgenomen in de olympische ploeg en deed op de Olympische Zomerspelen in Berlijn mee aan de 400 meter vrije slag. Timmermans werd twaalfde. Het was haar laatste grote wapenfeit. Ze trouwde op 22 november 1939 en trok met haar man naar Nederlands-Indië. Tijdens de Tweede Wereldoorlog wist het paar te vluchten naar Australië. Hier richtten de twee een zwemschool op. Timmermans stond daar aan de basis van de snelle ontwikkeling van het dameszwemmen. In 1958 kwam ze bij een auto-ongeluk om het leven. Haar man zat naast haar en raakte gewond.

## Erelijst
- Europees kampioen: 1934 (4x100 m vrije slag).
- Nederlands kampioen: 1933, 1934, 1935, 1936, 1937.